# إف. إكس. فيني
إف. إكس. فيني (بالإنجليزية: F. X. Feeney)‏ هو منتج أفلام وناقد سينمائي وصحفي أمريكي، ولد في 1 سبتمبر 1953 في الولايات المتحدة.

## وصلات خارجية
- إف. إكس. فيني على موقع IMDb (الإنجليزية)
- إف. إكس. فيني على موقع روتن توميتوز (الإنجليزية)
- إف. إكس. فيني على موقع قاعدة بيانات الفيلم (الإنجليزية)